# Martinskirche (Kautendorf)

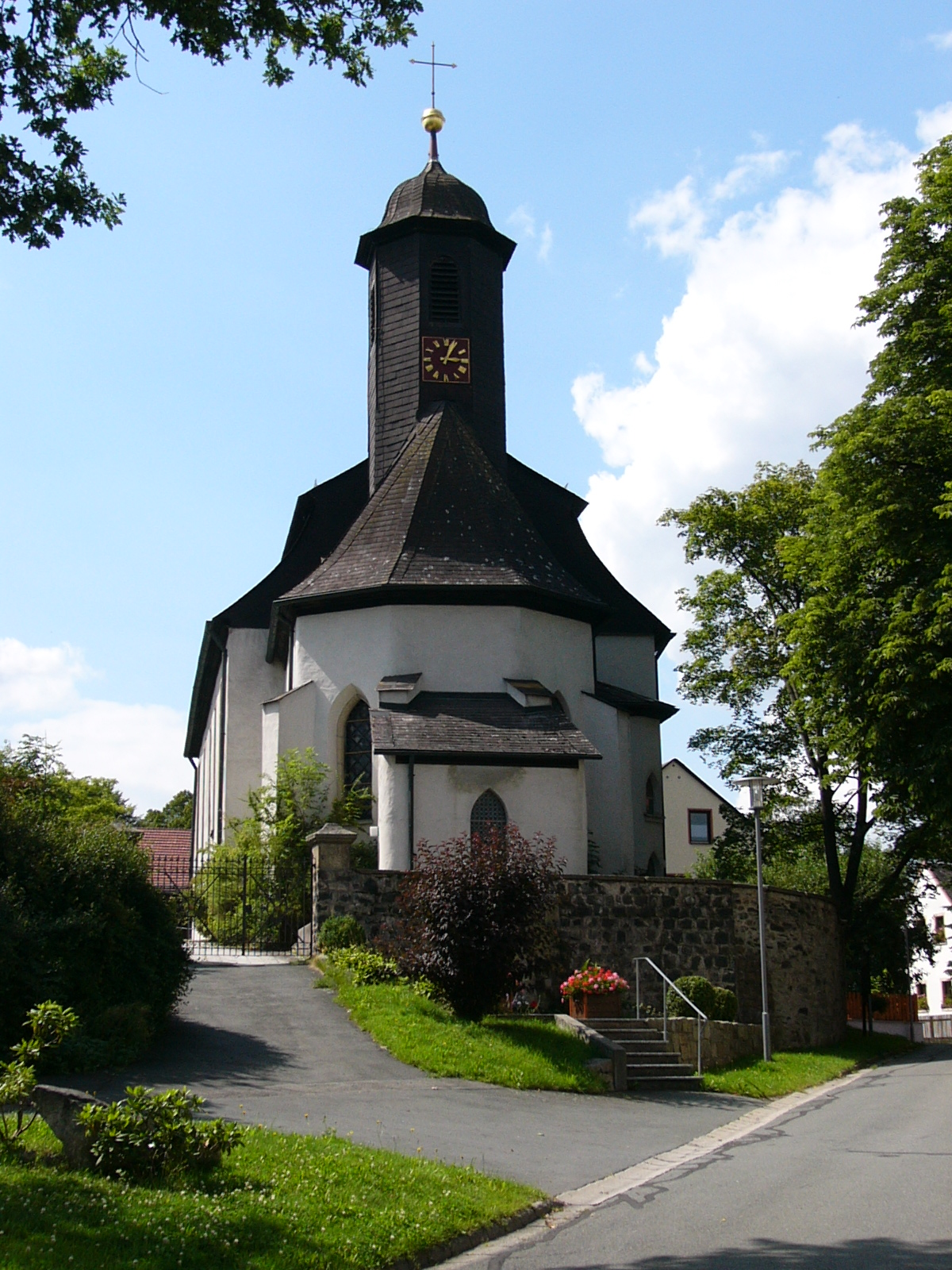
Martinskirche Kautendorf

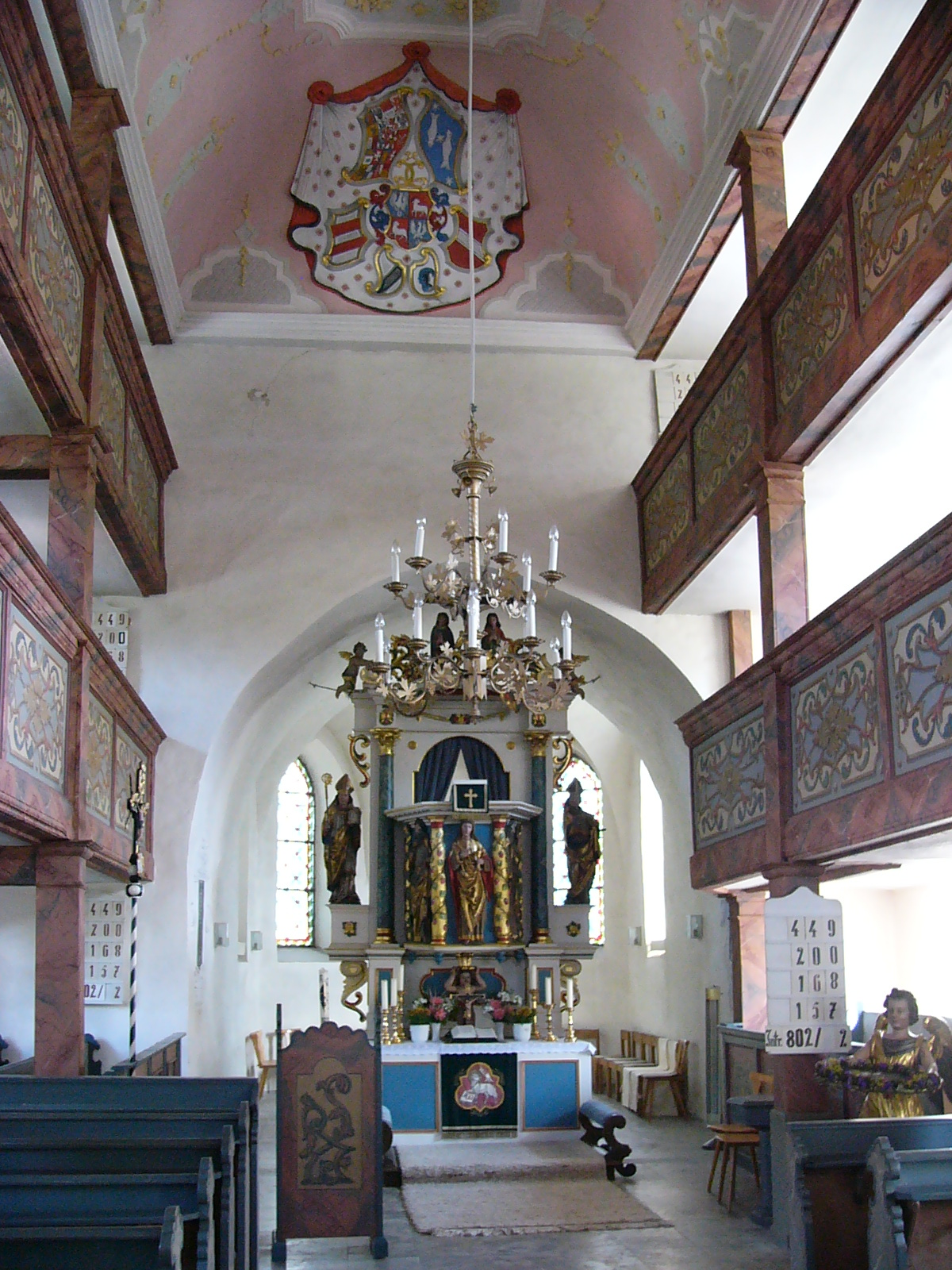
Innenansicht der Kirche

Die Martinskirche Kautendorf ist ein evangelisch-lutherisches Kirchengebäude im oberfränkischen Kautendorf, einem Gemeindeteil von Döhlau.
Die Martinskirche entstand 1498 als Kapelle des Landsitzes der ritteradeligen Familie von Kotzau. Seit der Reformation ist die Kirche protestantisch. 1733 wurde sie erheblich umgestaltet, die Bayreuther Markgrafen gaben ihren Kirchen mit dem Markgrafenstil ein eigenes Gepräge. Zu den regionalen Besonderheiten zählt der Kanzelaltar und ein Taufengel aus der Hofer Werkstatt Knoll, die auch andere Kirchen im Hofer Umland mit Kunstwerken ausstattete. Der Taufengel war ursprünglich für die Kirche in Berg gefertigt worden.
Im Langhaus in Richtung Chor ist an der Decke ein auffälliges Ensemble von Wappen angebracht. Es handelt sich dabei um die Wappen der Vorfahren der Freiherren Friedrich Christian Wilhelm (1700–1739) und Friedrich August (1703–1769) von Kotzau und deren Ehefrauen. Friedrich Christian Wilhelm war mit Christiane Theres Eleonore Gräfin von Schönburg verheiratet, Friedrich August mit Christiane Eleonore Catharina von Reitzenstein.
Das vielfeldrige Hohenzollernwappen und das Wappen mit den Fischen gehören zu den Eltern der beiden: Georg Albrecht, nicht regierender Markgraf zu Brandenburg-Kulmbach (Sohn von Georg Albrecht) und Regina Magdalena Lutz. Darunter in der Mitte befindet sich das Wappen der Freiherren von Kotzau. Die kleineren Wappen links gehören zu Schönburg und Stein zu Nord- und Ostheim (Schwiegereltern Friedrich Christian Wilhelms) und rechts zu Reitzenstein und Würtzburg (Schwiegereltern von Friedrich August).
Die Orgel wurde 1878 von Johann Wolf aus Bayreuth erbaut. Sie hat folgende Disposition:
| I Manual C–    |    |
| Principal      | 8′ |
| Gedeckt        | 8′ |
| Flauto travers | 8′ |
| Gamba          | 8′ |
| Salicional     | 8′ |
| Octav          | 4′ |
| Flöte          | 4′ |
| Quint          | 3′ |
| Octav          | 2′ |
| Mixtur IV      | 2′ |

| Pedal C–  |     |
| Subbass   | 16′ |
| Oktavbass | 8′  |

- Koppeln: I/P

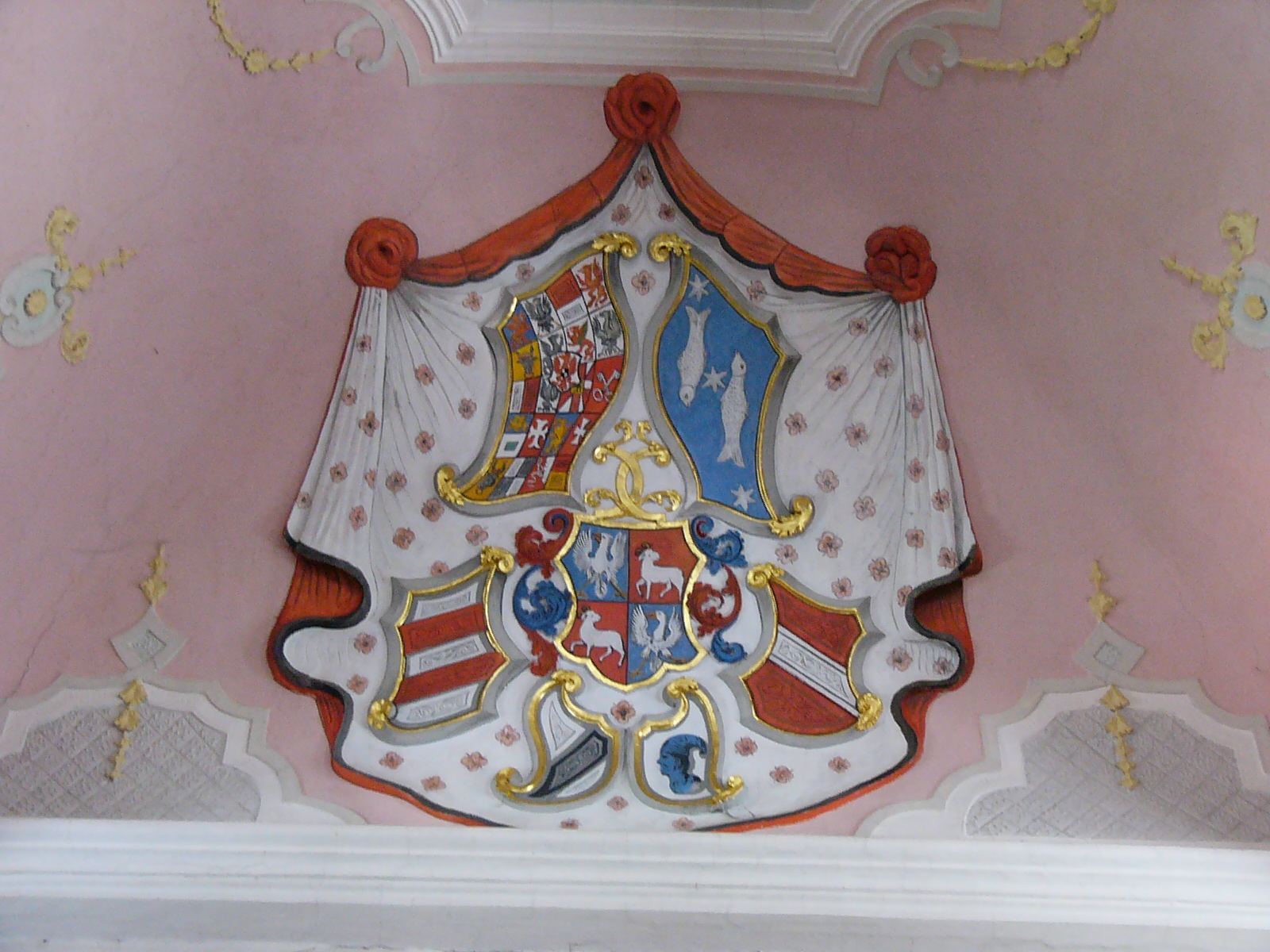
Wappenensemble
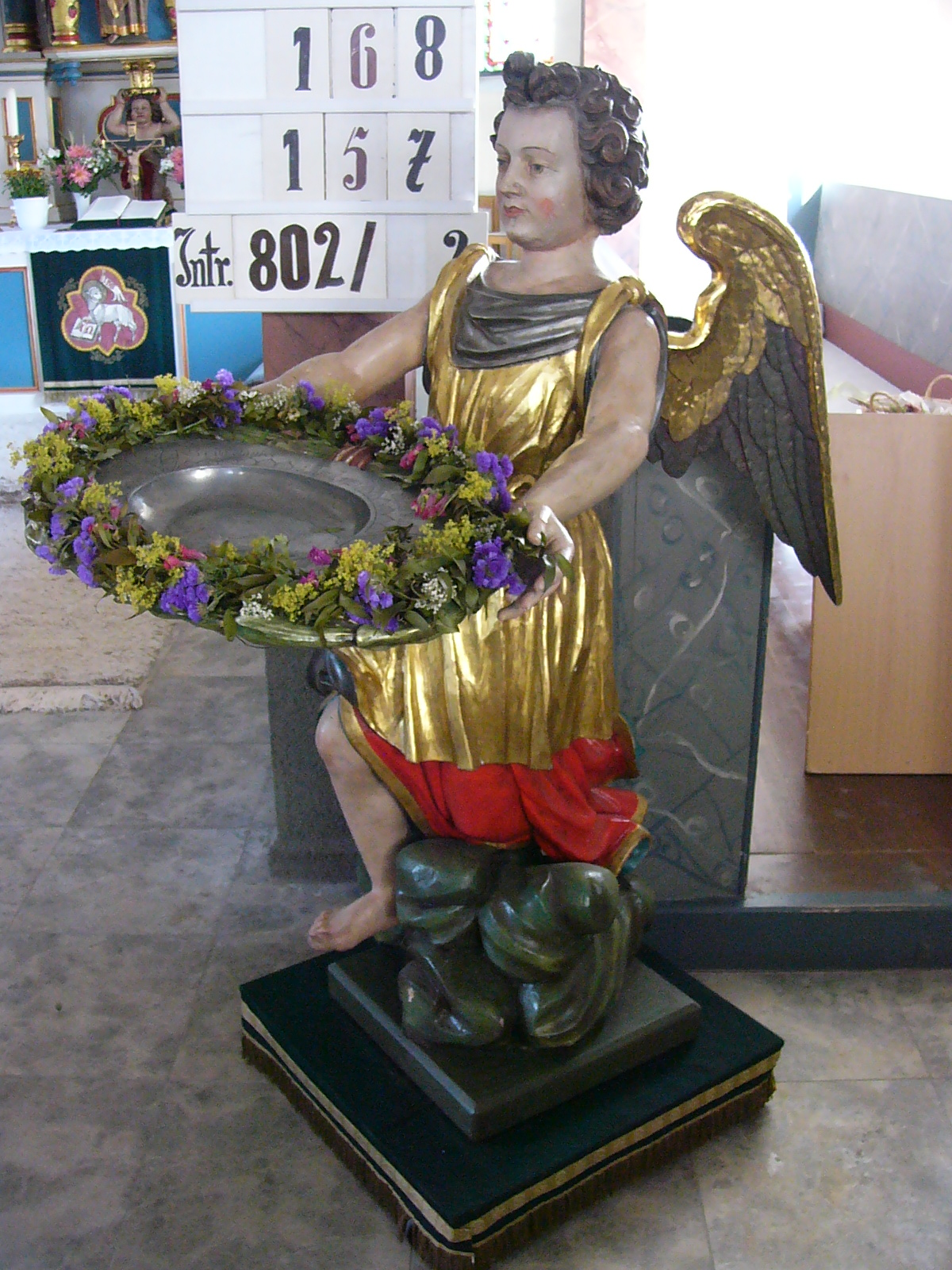
Taufengel
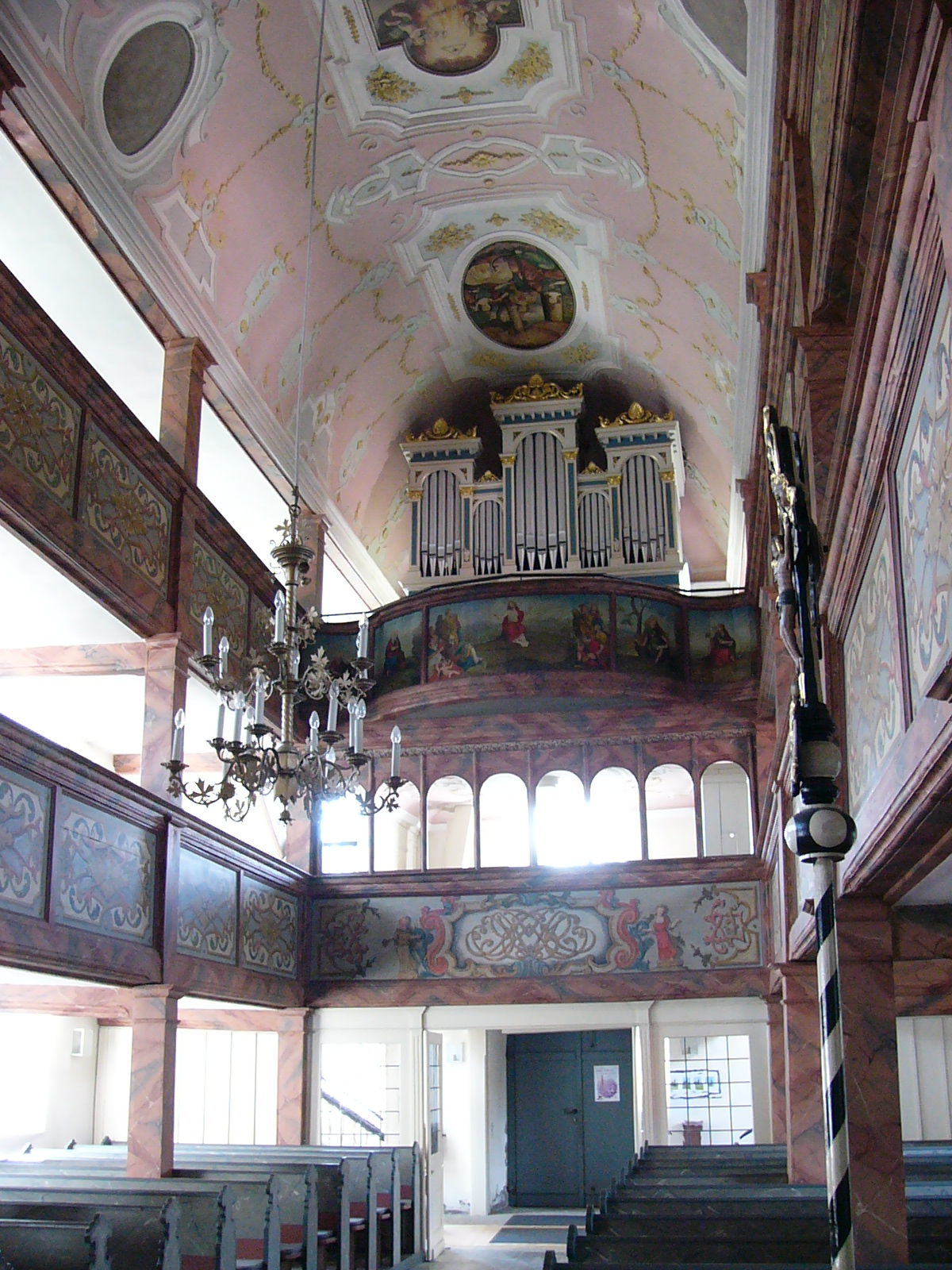
Innenansicht mit Orgel